# بابک صابری
بابک صابری نویسندهٔ ایرانی کتاب‌های کودک و نوجوان است.

## جوایز
کتاب دوست بزرگ از آثار او (با تصویرگری مهرداد زائری) که در سال ۱۳۹۴ از سوی نشر کتاب نیستان منتشر شد، در فهرست کلاغ سفید (۲۰۱۶) قرار گرفت.